# Progetto Habakkuk
Il progetto Habakkuk o Habbakuk (variante di grafia) era un progetto avviato dal Regno Unito durante la seconda guerra mondiale che prevedeva la realizzazione di una portaerei realizzata in pykrete (un materiale composito costituito da cellulosa e ghiaccio), da impiegare contro gli U-Boot tedeschi nel mezzo dell'Atlantico, in una zona che era al di fuori del raggio d'azione degli aerei con basi a terra.

## Storia

### Concetto iniziale
Geoffrey Pyke era un vecchio amico dello scienziato britannico J.D. Bernal ed era stato raccomandato a Lord Mountbatten, capo del Combined Operations, dal ministro del gabinetto Leo Amery. Pyke aveva lavorato presso il Combined Operations Headquarters (COHQ) al fianco di Bernal ed era considerato come un genio da Mountbatten. Pyke concepì l'idea di Habbakuk mentre si trovava negli Stati Uniti e stava organizzando la produzione degli M29 Weasel per il progetto Plough, uno schema per assemblare un'unità d'élite per le operazioni invernali in Norvegia, in Romania e sulle Alpi italiane. Il problema era che alluminio e acciaio erano in scarsa disponibilità e venivano richiesti per altre applicazioni. Pyke si rese conto che la risposta era il ghiaccio, che poteva essere prodotto con l'1% di energia necessario per l'equivalente massa d'acciaio. Egli propose che un iceberg, naturale o artificiale, venisse livellato per fornire una pista e modellato per ricoverare gli aerei. Da New York, nel dicembre del 1942, Pyke inviò la proposta tramite una valigia diplomatica al COHQ, con un'etichetta che vietava a chiunque tranne Mountbatten di aprire il pacchetto. Mountbatten a sua volta passò la proposta di Pyke a Winston Churchill, che inizialmente ne fu entusiasta.
Pyke non fu il primo a suggerire un punto di sosta galleggiante per gli aerei, e neppure il primo a suggerire che tale isola galleggiante avrebbe potuto essere costruita in ghiaccio. Infatti, uno scienziato tedesco, il dottor Arthur Gerke, aveva proposto l'idea e svolto alcuni esperimenti preliminari presso il lago di Zurigo nel 1930. L'idea era talmente ricorrente che nel 1940 l'idea di un'isola di ghiaccio era stata diffusa in tutto l'Ammiragliato, ma venne trattata come uno scherzo da parte dei funzionari, tra cui Nevil Shute, che diffuse un memorandum nel quale raccolse i commenti sempre più sarcastici. Il documento avrebbe dovuto essere recuperato poco prima che raggiungesse la casella di posta del Primo lord del mare.
L'imbarcazione doveva avere una lunghezza di 610 m (2 000 piedi) e una larghezza di circa 90 m (300 piedi), con un ponte continuo della profondità di 61 m (200 piedi) e pareti dello scafo dello spessore di 12 m (40 piedi). Il pescaggio previsto era di 46 m (150 piedi) e la stazza doveva ammontare, secondo stime, a più di 2 milioni di tonnellate (per fare un paragone una portaerei della classe Essex aveva un tonnellaggio di circa 30 000 t); si sarebbe dovuta realizzare in Canada utilizzando, tra gli altri materiali, 280 000 blocchi di ghiaccio.
Nel 1943 la Montreal Engineering Company Ltd. (l'attuale AMEC), dietro richiesta del Primo Ministro Winston Churchill, accettò la sua prima commessa da un'organizzazione estera: il "progetto Habbakuk" appunto, nome in codice utilizzato per designare l'inusuale idea dell'ammiragliato britannico. Il progetto iniziale prevedeva il taglio di enormi lastre di ghiaccio dai ghiacciai artici e il loro trasporto nel medio Atlantico per utilizzarle come piste di atterraggio (una combinazione tra un iceberg e una portaerei). Il progetto, tuttavia, si rivelò ben presto irrealizzabile e gli studi si spostarono quindi sulla realizzazione di un'imbarcazione convenzionale, assemblata con materiali analoghi.
Il nuovo progetto fu perfezionato nel corso dello stesso anno. Il materiale originale fu sostituito da una mistura di ghiaccio e cellulosa, noto come pykrete (dal nome dell'ideatore del "progetto Habbakuk"). Il pescaggio della nave le avrebbe reso pressoché impossibile l'attracco in un porto. All'interno del vascello un impianto refrigerante avrebbe mantenuto l'intera struttura allo stato solido. La nave, sia pur dotata di una manovrabilità molto ridotta, avrebbe avuto una velocità di circa 10 nodi (circa 18,5 km/h), grazie all'utilizzo di ben 26 motori elettrici montati su gondole esterne, in quanto i motori interni avrebbero generato un calore eccessivo. L'imbarcazione avrebbe dovuto essere lunga 600 metri. L'armamento previsto includeva 40 torrette a doppia canna con cannoni da 4,5" a doppio uso (antiaereo e antinave), oltre alle mitragliatrici/cannoni leggeri antiaerei, potendo inoltre ospitare fino a 150 bombardieri bimotore o caccia bimotore. Un blocco di pykrete era potenzialmente indistruttibile, proprio grazie alla sua originale conformazione, che lo rendeva inattaccabile dalle armi convenzionali, a patto che fosse mantenuto a basse temperature: infatti, essendo formato al 14% in peso da fibra di legno e all'86% in peso da acqua, aveva una resistenza a compressione di 77,3 kg/cm², rispetto al ghiaccio che ne ha 43,6 kg/cm².
Un singolare episodio è associato alla dimostrazione della solidità di questo materiale. Alla conferenza di Québec del 1943 Lord Mountbatten portò un blocco di pykrete da mostrare ai convenuti, affinché il progetto potesse ricevere l'approvazione dei Capi di Stato e degli ammiragli. Egli entrò con un blocco di ghiaccio e uno di pykrete e li depose per terra. Estrasse la sua pistola di servizio e sparò contro il ghiaccio che si frantumò. Fece nuovamente fuoco, questa volta contro il blocco di pykrete. Il proiettile rimbalzò sulla lastra, sfiorando la gamba dell'ammiraglio Ernest King e conficcandosi poi nel muro (Brooke raccontò che il proiettile dopo il rimbalzo ronzò via come un'ape, mentre secondo King invece gli passò vicino ai pantaloni). Gli astanti rimasero a quanto pare fortemente impressionati da questa dimostrazione, poco ortodossa ma efficace.
Fu ipotizzato uno stanziamento di 70 milioni di dollari e l'impiego di 8 000 persone per poter portare a termine il progetto in otto mesi, un dispendio di risorse che tuttavia il Regno Unito non era intenzionato a compiere per un'arma sperimentale. L'abbandono definitivo tuttavia si ebbe solo nel 1944, quando il problema degli U-Boot operanti nel medio Atlantico era stato risolto.

### Nome in codice
Il nome in codice del progetto sembra essere stato costantemente scritto "Habbakuk" nei documenti ufficiali di allora. Ciò può infatti essere stato proprio un errore dello stesso Pyke, come appare in un documento apparentemente scritto da lui (anche se non firmato). Tuttavia, le pubblicazioni del dopoguerra da parte di persone interessate al progetto, come ad esempio Perutz e Goodeve, hanno ripristinato la corretta ortografia, con una "b" e tre "k". Il nome è un riferimento all'ambizioso obiettivo del progetto descritto dal profeta Abacuc. David Lampe, nel suo libro, Pyke, the Unknown Genius, afferma che il nome deriva dal Candido di Voltaire ed è stato trascritto male dalla sua segretaria canadese. Tuttavia, tale parola non appare effettivamente in questo testo.

### Pykrete

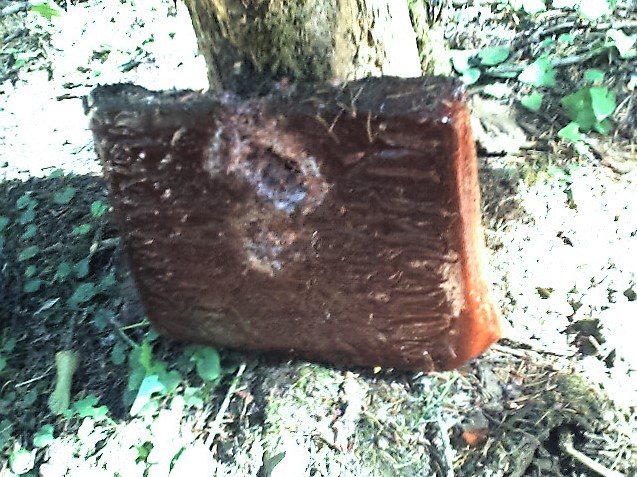
Un blocco di pykrete

Nei primi mesi del 1942 Pyke e Bernal vennero chiamati da Max Perutz per determinare se un banco di ghiaccio abbastanza grande fosse in grado di resistere alle condizioni atlantiche e se poteva essere costruito in tempi brevi. Perutz sottolineò che gli iceberg naturali hanno una superficie che fuoriesce dall'acqua troppo piccola per adattarla a pista di atterraggio, e sono inclini a ribaltamenti improvvisi. Il progetto sarebbe stato abbandonato se non fosse stato per l'invenzione della pykrete, una miscela di acqua e pasta di legno che, quando congelata, è più forte del ghiaccio normale, con una fusione più lenta, che quindi non permetterebbe alla "nave" di affondare. È stato suggerito che Pyke si ispirò alle slitte degli Inuit che erano rinforzate con del muschio. Questo probabilmente era falso, come il materiale che è stato originariamente descritto in un articolo di Herman Francis Mark e Hohenstein a Brooklyn.
La pykrete poteva essere lavorata come il legno e gettata in forme come il metallo; una volta immersa in acqua, si riusciva a formare un guscio isolante di pasta di legno bagnato sulla sua superficie, in grado di proteggere il suo interno da ulteriori fusioni. Tuttavia, Perutz trovò un problema: il ghiaccio presenta scorrimento viscoso e nei suoi test dimostrò che una nave di pykrete si sarebbe lentamente afflosciata se non fosse stata raffreddata a −16 °C. Per realizzare tale superficie, la nave sarebbe dovuta essere protetta da un isolamento e avrebbe avuto bisogno di un impianto di refrigerazione e di un complicato sistema di condutture.
Perutz procedette a condurre esperimenti sulla fattibilità della pykrete e sulla sua composizione ottimale in una località segreta al di sotto dello Smithfield Meat Market (mercato di carne di Smithfield) presso la Città di Londra. La ricerca si svolse in una cella frigorifera per la carne dietro a uno schermo protettivo con carcasse di animali congelati.

### Modello in scala
Fu presa la decisione di costruire un modello su larga scala presso il Parco nazionale di Jasper in Canada per poter esaminare le tecniche di isolamento e di refrigerazione e per vedere come la pykrete avrebbe resistito ai colpi d'artiglieria e agli esplosivi. I grandi blocchi di ghiaccio furono presi dal lago Louise in Alberta e un piccolo prototipo venne costruito presso il lago Patricia, sempre in Alberta; esso misurava solo 18 metri per 9 metri, con un peso di 1 000 tonnellate ed era mantenuto congelato da un motore da 1 CV. Il lavoro venne fatto da obiettori di coscienza ai quali non fu mai raccontato quello che stavano costruendo.
I canadesi erano fiduciosi circa la costruzione della prima nave per il 1944. I materiali necessari furono messi a loro disposizione sotto forma di 300 000 tonnellate di pasta di legno, 25 000 tonnellate di truciolato, 35 000 tonnellate di legname e 10 000 tonnellate di acciaio. Il costo era stato stimato a 700 000 sterline.
A maggio il problema dello scorrimento viscoso era diventato maggiormente grave e fu ovvio che l'attuale armatura non era sufficiente, così come l'isolamento attorno allo scafo della nave. Ciò causò un aumento nella stima dei costi pari a 2,5 milioni di sterline. Inoltre, i canadesi avevano deciso che sarebbe stato poco pratico portare a termine il progetto "la prossima stagione". Bernal e Pyke furono costretti a concludere che nessuna nave Habbakuk sarebbe stata pronta per il 1944.
Pyke fu escluso dalla pianificazione della nave Habbakuk, nel tentativo di garantire la partecipazione degli Stati Uniti, una decisione che Bernal sosteneva. Il fattore principale di questa decisione furono alcuni disaccordi di Pyke con il personale americano sul progetto Plough.
Nell'estate del 1943 architetti e ingegneri navali continuarono a lavorare al progetto Habbakuk assieme a Bernal e a Perutz. I requisiti per la nave diventarono sempre più esigenti: l'Ammiragliato voleva uno scafo a prova di siluro, che quindi doveva avere uno spessore di almeno 12 m. La Fleet Air Arm decise inoltre che i bombardieri pesanti dovevano essere in grado di decollare da questo, il che significava che il ponte doveva essere lungo almeno 610 m. Anche la manovrabilità della nave creò problemi; inizialmente erano previsti motori su entrambi i lati per poter direzionare la nave, ma la Royal Navy decise che un timone era essenziale. Tuttavia, il problema di montare e controllare un timone di 30 m di altezza non fu mai risolto.
Il prototipo impiegò tre estati per sciogliersi completamente.

### Varianti
Alcuni architetti navali proposero tre versioni alternative all'idea iniziale di Pyke, che furono discusse in una riunione con i Capi di Stato Maggiore nell'agosto del 1943:
- Habbakuk I (presto scartato): sarebbe stato realizzato in legno;
- Habbakuk II: era più vicino al modello COHQ e sarebbe stata una grande e lenta nave, sempre in pykrete con armatura in acciaio, con una lunghezza di 1200 metri e una larghezza di 180 metri;
- Habbakuk III: era una versione più piccola ma più veloce di Habbakuk II.

Il maresciallo dell'aria Charles Portal chiese quali fossero i danni potenziali per una bomba caduta sulla variante Habbakuk III e Bernal gli rispose che una certa quantità del rivestimento sul ponte poteva anche essere strappata via, ma poteva essere riparata in breve tempo. Più difficile sarebbe stata da affrontare con fori da bomba nella parte centrale della nave, nonostante che la copertura sopra gli hangar sarebbe stata fatta a prova di bombe da 1000 kg. Bernal ritenne che nessuno poteva dire se il grande Habbakuk II era una proposta concreta fino a quando un modello su larga scala fosse stata completato e testato nella primavera del 1944 in Canada. Non aveva dubbi circa l'idoneità della pykrete come materiale d'utilizzo, ma disse che le difficoltà costruttive e di navigazione erano ancora da superare.